# The Fall Guy (filme de 1921)
The Fall Guy é um curta-metragem de comédia mudo norte-americano, realizado em 1921, com o ator cômico Oliver Hardy.

## Elenco
- Larry Semon - Larry
- Norma Nichols - Prima Donna
- Oliver Hardy - Gentleman Joe (como Babe Hardy)
- Frank Alexander - Xerife
- William Hauber
- Al Thompson